# Steinsholtsjökull
De Steinsholtsjökull is een gletsjer in het zuiden van IJsland en maakt deel uit van de grotere Eyjafjallajökull. Onder de Eyjafjallajökull ligt de gelijknamige vulkaan, en aan de noordoostzijde van de calderarand zit een scheur. Uit deze scheur stroomt het gletsjerijs weg en vormt uiteindelijk de Steinsholtsjökull. Het smeltwater vloeit via de Steinsholtsá naar de Markarfljót. Een paar kilometer naar het westen ligt de Gígjökull, een andere uitstroomgletsjer.